# Ваташа
Ваташа (мкд. Ваташа) је насеље у Северној Македонији, у јужном делу државе. Ваташа је насеље у оквиру општине Кавадарци.

## Географија
Ваташа је смештена у јужном делу Северне Македоније. Од најближег већег града, Кавадараца, насеље је удаљено 3 km јужно.
Насеље Ваташа се налази у историјској области Тиквеш. Село је у јужном делу Тиквешке котлине. Насеље је положено на приближно 300 метара надморске висине, у бреговитом подручју Витачево. 
Месна клима је измењена континентална са значајним утицајем Егејског мора (жарка лета). 

## Историја
Ваташа је постојала још у 14. веку, а за време Османлијске владавине у Македонији (1395-1912), она је највеће насеље у Тиквешу.
У априлу 1941. године село улази у састав бугарске окупационе зоне.
Македонци од почетка нису прихватили бугарску окупациону власт и масовно су учествовали у Народноослободилачком покрету. 
Дана 16. јула 1943. године, бугарски војници су у селу стрељали дванаест комуниста-омладинаца. То су били Васил Хаџи Јорданов, Ферчо Поп-Ђорђијев, Диме Чекоров, Блаже Ицев, Ванчо Гурев, Пане Џунов, Данко Дафков, Илчо Димов, Герасим Матаков, Пане Мешков, Ристо Ђондев и Перо Видев. После рата, њима у част је подигнут споменик у центру села, рад Јордана Грабулоског.

## Становништво
Ваташа је према последњем попису из 2002. године имао 3.120 становника.
Већинско становништво у насељу су етнички Македонци (98%), а мањина су Срби и Цигани. Почетком 20. века 1/3 становништва били су Турци, који су се после Првог светског рата иселили у матицу.
Претежна вероисповест месног становништва је православље.

## Сеоски садржаји
У селу постоји средњовековна црква Светог Аранђела која је вероватно настала у 14. веку. Поред тога село има и амбуланту, земљорадничку задругу, дом културе и осумогодишњу основну школу.

## Личности
- Страхил Пинџур - македонски револуционар
- Петар Наневски - македонски песник, есејиста и сликар
- Даскал Камче - македонски просветитељ

## Галерија
- Споменици у Ваташи
- Споменик у Ваташи
- Поглед на споменике у Ваташи